# Lavalette, Haute-Garonne
Lavalette är en kommun i departementet Haute-Garonne i regionen Occitanien i södra Frankrike. Kommunen ligger i kantonen Verfeil som tillhör arrondissementet Toulouse. År 2022 hade Lavalette 798 invånare.

## Befolkningsutveckling
Antalet invånare i kommunen Lavalette
Referens:INSEE

## Monument

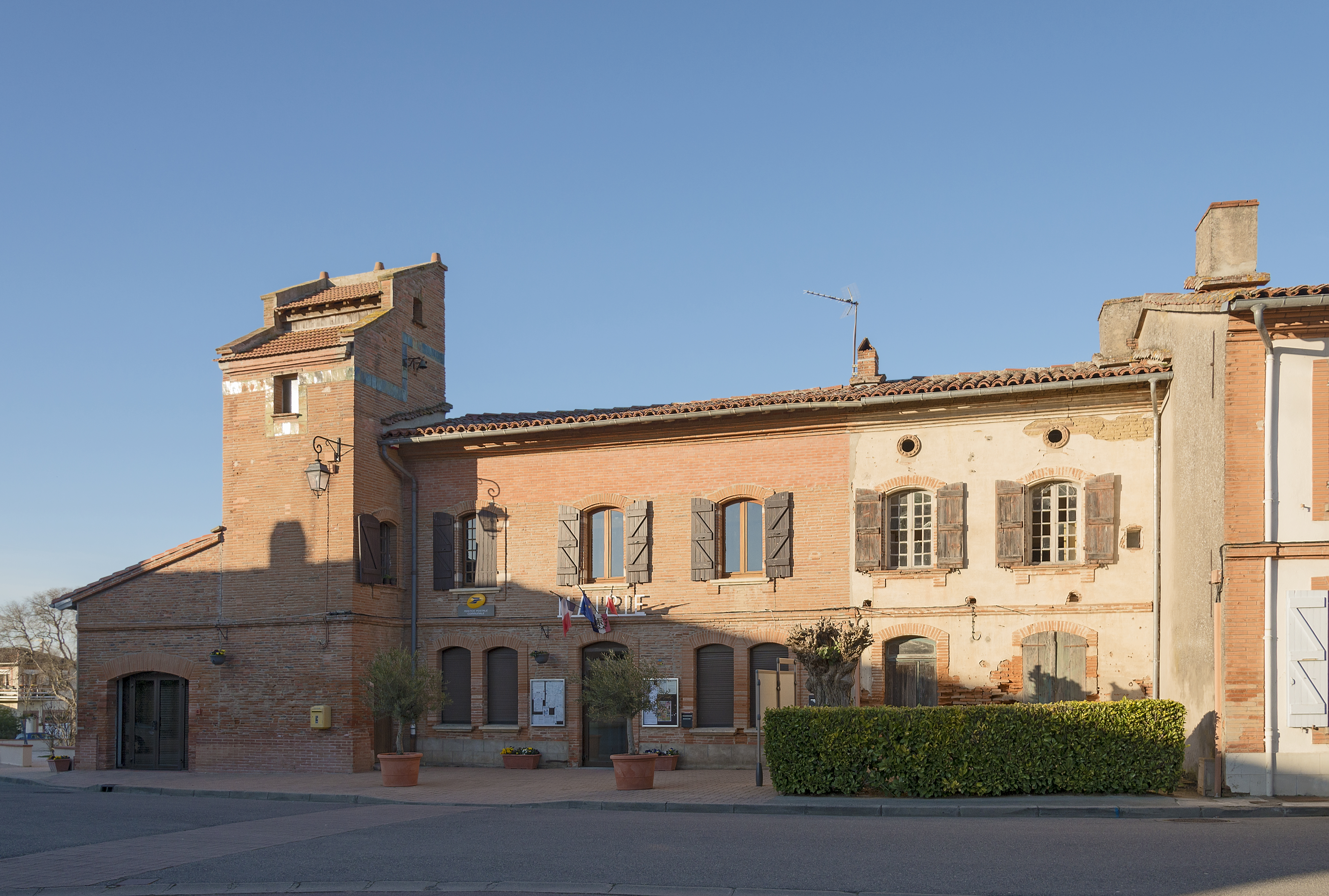
Rådhuset.
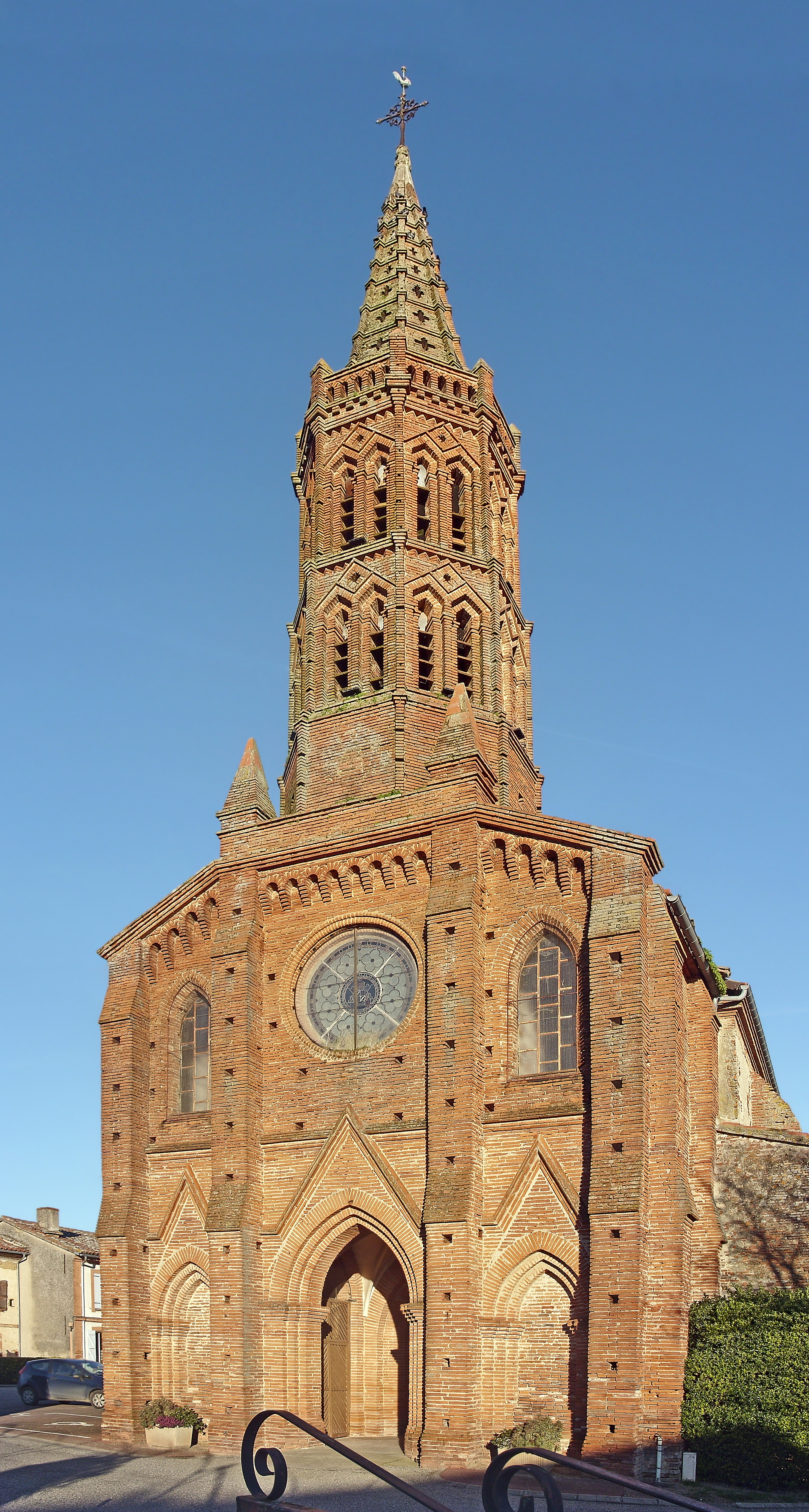
Kyrka Saint-Laurent
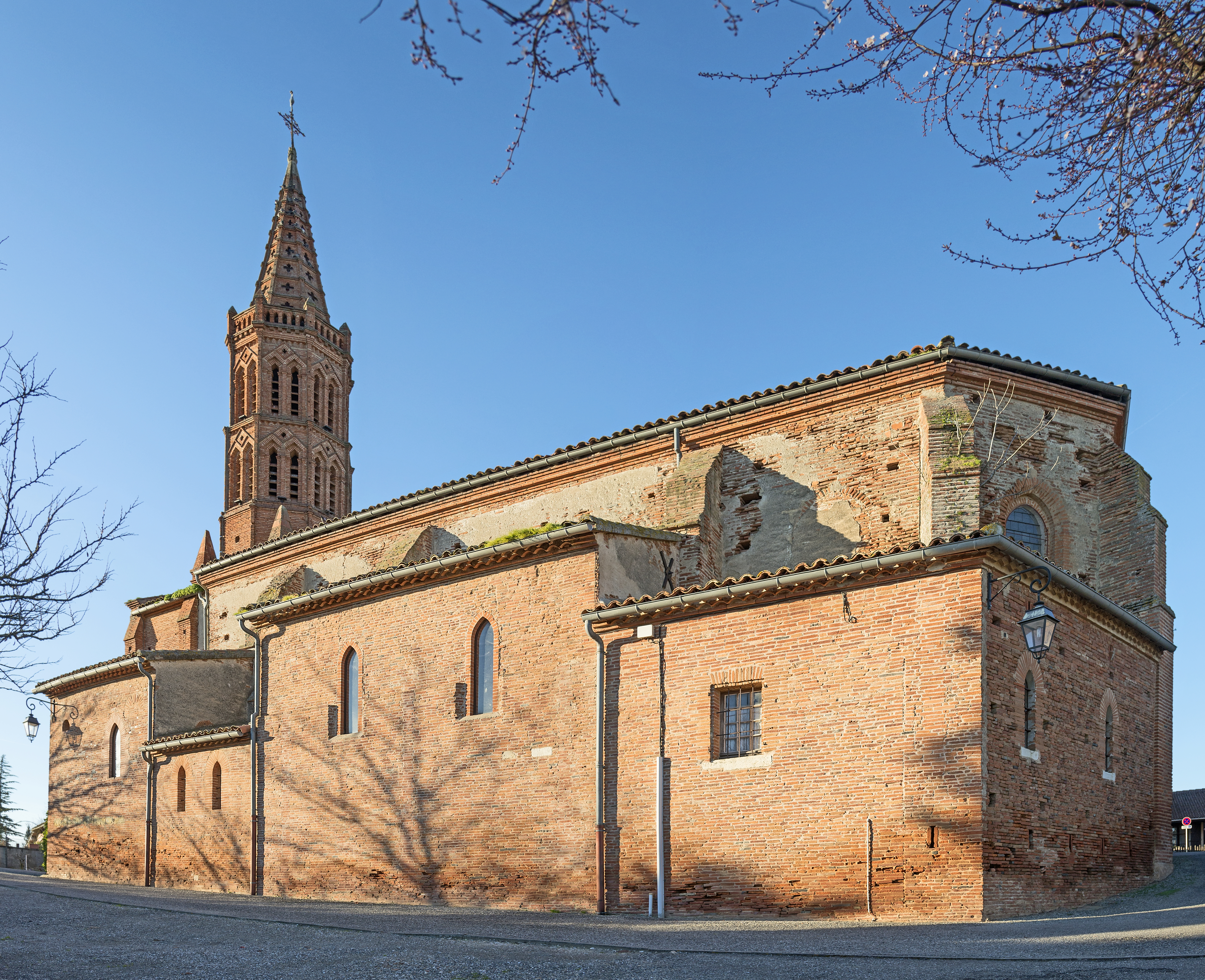
Kyrka Saint-Laurent
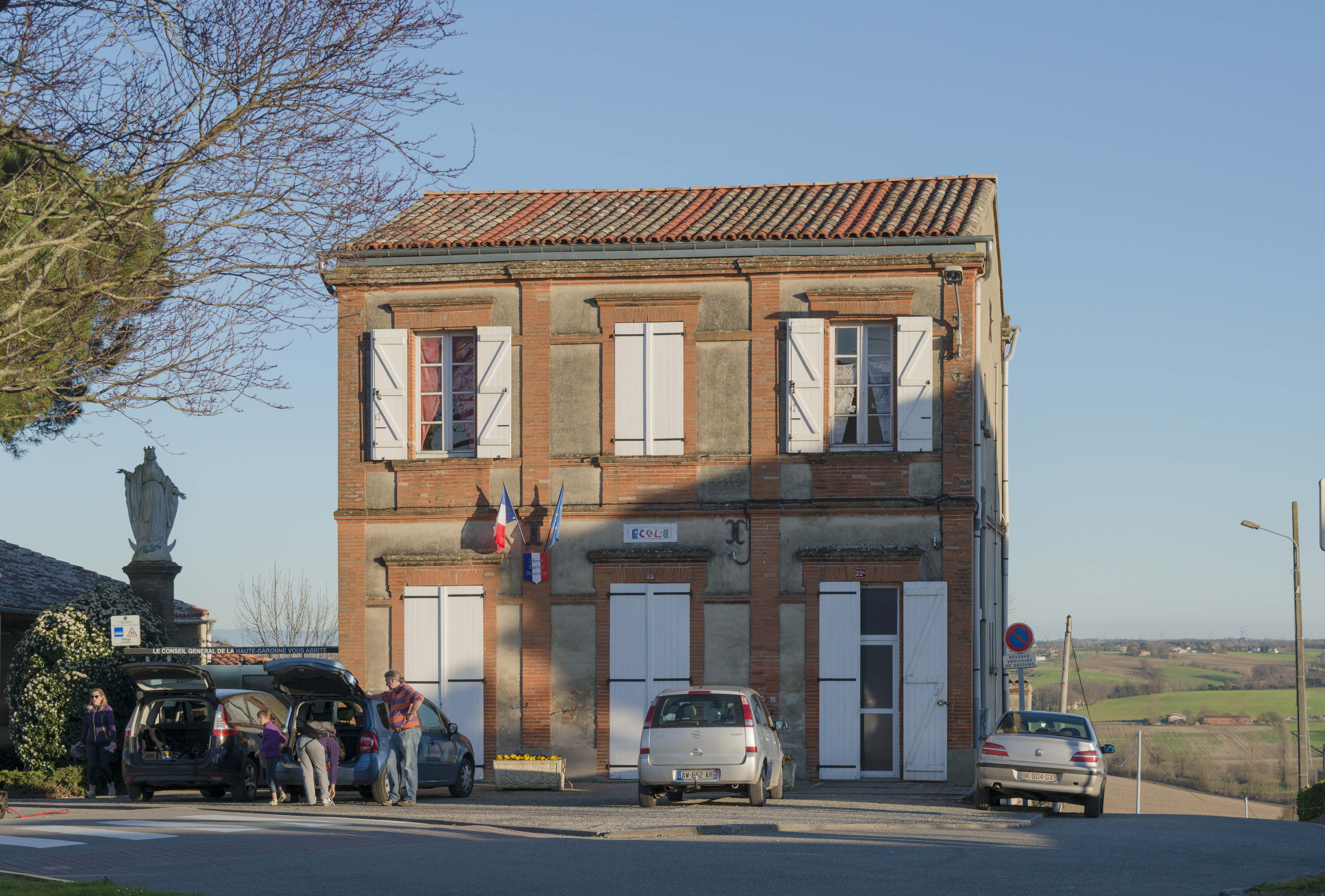
Skola